# 過形成
過形成（かけいせい）:
1. hyperplasia: 過剰な細胞分裂によって起こる組織の肥大。本項目で述べる。
2. hypermorphosis: 異時性参照。

過形成（かけいせい、英: hyperplasia）とは、外来の刺激に対する正常細胞の応答として細胞増殖が起こることによって、組織の体積が増加することである。外部からの刺激は生理的なものも異常なものも含む。増生、過生ともいう。
細胞分裂が亢進して組織が増殖し、通常よりも細胞の数が多くなった状態であるが、腫瘍とは異なり、細胞の形態も細胞の並び具合の規則性も、正常組織と同様である。すなわち過形成組織に細胞異型や構造異型はない。
個々の細胞の体積増加、つまり狭義の肥大は、伴っていることもいないこともある。このプロセスは可逆的である。例えばテニスやゴルフの習い始めに、ラケットやクラブが当たる手の位置にたこができる。これは過形成の一例である。また妊娠時の子宮は非妊娠時と比べ非常に大きくなるが、これは平滑筋細胞の過形成と狭義の肥大の双方が関与している。